# Борково-Лемборське
Борково-Лемборське (пол. Borkowo Lęborskie) — село в Польщі, у гміні Хочево Вейгеровського повіту Поморського воєводства.
Населення — 159 осіб (2011).
У 1975-1998 роках село належало до Гданського воєводства.

## Демографія
Демографічна структура станом на 31 березня 2011 року:
|          | Загалом | Допрацездатний вік | Працездатний вік | Постпрацездатний вік |
| -------- | ------- | ------------------ | ---------------- | -------------------- |
| Чоловіки | 87      | 31                 | 53               | 3                    |
| Жінки    | 72      | 16                 | 41               | 15                   |
| Разом    | 159     | 47                 | 94               | 18                   |